# 電解質異常
電解質異常（でんかいしついじょう、（英）electrolyte imbalance）とは、体内の電解質の濃度の異常である。
臨床的に重要な電解質としてはナトリウム、カリウム、塩素、カルシウム、マグネシウム、リン、
重炭酸がある。

## 概観
電解質とは、溶媒に溶解して陰イオン(アニオン)と陽イオン（カチオン）に解離する物質である。
成人の体重の20%が細胞外液（血漿が5%、組織間液が15%）、40%が細胞内液である。
細胞内液は、細胞膜で電解質の移動がコントロールされ、細胞外液とは電解質組成が大きく異なる。
細胞内液のイオンとしてはカリウム（K+）、マグネシウム（Mg2+）、リン酸（HPO42-とH2PO4-
）が多く、細胞外液のイオンはナトリウム（Na+）とクロール（Cl-）が大部分で、次いで重炭酸イオン（HCO3-）となる。
臨床上、測定されるのは細胞外液の電解質であり、電解質異常というと、細胞外液の電解質の異常を指すことが多い。
| 体内の主要な電解質〔単位：mEq/L〕 | 体内の主要な電解質〔単位：mEq/L〕 | 細胞外液 | 細胞外液 | 細胞内液 |
| 体内の主要な電解質〔単位：mEq/L〕 | 体内の主要な電解質〔単位：mEq/L〕 | 血漿     | 組織間液 | 細胞内液 |
| --------------------------------- | --------------------------------- | -------- | -------- | -------- |
| 陽イオン（カチオン）              | ナトリウム（Na+）                 | 142      | 144      | 15       |
| 陽イオン（カチオン）              | カリウム（K+）                    | 4        | 4        | 150      |
| 陽イオン（カチオン）              | カルシウム（Ca2+）                | 5        | 2.5      | 2        |
| 陽イオン（カチオン）              | マグネシウム（Mg2+）              | 3        | 1.5      | 27       |
| 陽イオン（カチオン）              | 陽イオン合計                      | 154      | 152      | 194      |
| 陰イオン（アニオン）              | クロール（Cl-）                   | 103      | 114      | 1        |
| 陰イオン（アニオン）              | 重炭酸（HCO32-）                  | 27       | 30       | 10       |
| 陰イオン（アニオン）              | リン酸（HPO42-）                  | 2        | 2        | 100      |
| 陰イオン（アニオン）              | 硫酸（SO42-）                     | 1        | 1        | 20       |
| 陰イオン（アニオン）              | 有機酸                            | 5        | 5        | -        |
| 陰イオン（アニオン）              | タンパク質                        | 16       | 0        | 63       |
| 陰イオン（アニオン）              | 陰イオン合計                      | 154      | 152      | 194      |

すべての多細胞生物の生存は細胞内外液の電解質の精密かつ複雑なバランスに依存している。
電解質異常、すなわち、体液の電解質濃度の過剰または過小は、よく見られる病態であるが、ときに致命的な生体機能の異常を来す。
症状は多彩で非特異的であり、血液検査で初めて診断が可能となることも多い。

## 陽イオン（カチオン）の異常

### ナトリウム
ナトリウムは細胞外液の主要な陽イオンであり、体内には、1.3から1.5 g/kg体重程度存在している。
ナトリウムの生理機能には、浸透圧や細胞外液量の調整・循環動態の維持、酸塩基平衡の調整、神経・筋の興奮性の調節、などがある。
血漿のナトリウムは、血漿浸透圧と血漿量（血圧、循環血液量）により調節され、腎臓での水やナトリウムの再吸収によりコントロールされる。
ナトリウム値の変化は体内水分量や浸透圧に左右されるため、ナトリウム値の上昇や低下があったとしてもナトリウムの絶対量の過不足が存在するとは必ずしも言えない。

#### 高ナトリウム血症
| 高ナトリウム血症の診断基準 | 血清ナトリウム＞145 mEq/L |
| 症状                       | - 口渇、皮膚・粘膜の乾燥 - 頻脈 - 脱力感、傾眠、痙攣 |
| 主要な原因                 | - 水分摂取不足: 消化器疾患、意識障害、口渇中枢障害 - 水分喪失: 尿崩症、浸透圧利尿、下痢、嘔吐、発汗、滲出液 - ナトリウム摂取過多: 塩分過剰投与、重炭酸ナトリウム投与 - ナトリウム再吸収過多: 原発性アルドステロン症、クッシング症候群 |

#### 低ナトリウム血症
| 低ナトリウム血症の診断基準 | 血清ナトリウム＜138 mEq/L |
| 症状                       | - 悪心 - 倦怠感 - 頭痛、見当識障害、傾眠、痙攣、昏睡 |
| 主要な原因                 | - 腎からのナトリウム喪失： アジソン病、低アルドステロン症、利尿剤 - 腎外からのナトリウム喪失： 下痢、嘔吐、発汗、熱傷 - 水の貯留（希釈）： 抗利尿ホルモン不適合分泌症候群（SIADH）、肝硬変、心不全、腎不全、ネフローゼ、等 |

### カリウム
カリウムは細胞内の主要なイオンで、体内のカリウム量は1.6から1.9g /kg体重程度である。体内のカリウムの90%は細胞内にあり、細胞内では60～100 mEq/L、血清では3.6～4.8 mEq/Lと、細胞内外で大きな濃度差がある。カリウムの細胞内外の移動により血清カリウムは大きく変動する。
カリウムは、細胞内浸透圧の維持、膜電位の維持、神経興奮伝達、心興奮伝導の
調整、筋収縮、酸塩基平衡の調節などに関与する。
カリウム値の異常は、日常、よく遭遇する電解質異常である。

#### 高カリウム血症
| 高カリウム血症の診断基準 | 血清カリウム＞4.8 mEq/L |
| 症状                     | - 脱力 - 口唇のしびれ - 徐脈、致死性不整脈 |
| 主要な原因               | - 排泄障害： 腎不全、アルドステロン作用の低下、カリウム保持性利尿剤、副腎不全 - 過剰摂取： カリウム製剤投与、保存血輸血 - 細胞内からの移行： アシドーシス、組織の破壊 |

#### 低カリウム血症
| 低カリウム血症の診断基準 | 血清カリウム＜3.6 mEq/L |
| 症状                     | - 筋力低下、麻痺 - 口渇・多尿 - 不整脈 |
| 主要な原因               | - 摂取不足 - 腎からの喪失： 尿細管性アシドーシス、アルドステロン作用過剰、カリウム喪失性利尿剤など - 消化管等からの喪失： 下痢、嘔吐など - 細胞内への移行： アルカリ血症、インスリン |

### カルシウム
カルシウムは、体内で最も多い無機質であり、体重の2から3%を占め、その99%は不溶性のリン酸カルシウム（ハイドロキシアパタイト）として骨・歯牙などの硬組織に含まれている。細胞内・外液に含まれるのは1%程度とごく僅かである。
カルシウムは、骨・歯牙の形成、神経興奮伝導、筋収縮の調節、血液凝固、心機能の調節、などに関与している。
血中のカルシウムのうち、6割程度はアルブミン等と結合しており、イオン化しているのは4割程度である。カルシウムとして生理活性を示すのはイオン化カルシウムであるが、臨床的には、総カルシウム量が測定されるのが通常である。アルブミンが減少するとアルブミンに結合したカルシウムが減少するため、イオン化カルシウムが正常であっても総カルシウムは低値を示すという問題があり、以下の補正式（Payneの式）が用いられる。
```
補正Ca(mg/dL) ＝ 総カルシウム(mg/dL) ＋ （ 4 ー アルブミン(g/dL) ）
```

#### 高カルシウム血症
| 高カルシウム血症の診断基準 | 血清カルシウム > 10.1 mg/dL |
| 症状                       | - 脱力 - 皮膚掻痒感 - 便秘 - 悪心・食欲不振 - 口渇・多尿 |
| 主要な原因                 | - パラソルモン（PTH）作用過剰： 原発性副甲状腺機能亢進症 - 悪性腫瘍： 腫瘍の骨転移・浸潤、副甲状腺ホルモン関連ペプチド（PTHrP）産生腫瘍 - ビタミンD作用過剰： ビタミンD過剰、肉芽腫 - 腎での再吸収亢進： サイアザイド系利尿薬、ミルクアルカリ症候群 |

#### 低カルシウム血症
| 低カルシウム血症の診断基準 | 血清カルシウム＜8.8 mg/dL |
| 症状                       | - 筋痙攣、テタニー - 皮膚乾燥 |
| 主要な原因                 | - パラソルモン（PTH）作用低下： 副甲状腺機能低下症、偽性副甲状腺機能低下症、低マグネシウム血症 - ビタミンD作用低下： くる病、骨軟化症 - 腎での再吸収抑制： 尿細管性アシドーシス |

### マグネシウム
マグネシウムは、体内では、カルシウム、カリウム、ナトリウムに次いで多い陽イオンである。
60%は骨、残りの大部分は軟部組織に存在し、血漿中に存在するのは、0.5から1 %程度である。
血漿中では、約20%がアルブミンと結合しており、低アルブミン血症では血中マグネシウムも低下する。
マグネシウムは細胞内代謝の維持（酵素の活性化）、DNA合成、ナトリウムカリウムポンプの動作、収縮した筋の弛緩、神経興奮伝導、心機能の調整、などに関与する。
マグネシウムの基準範囲は、日本国内で広く共用されるものは確立されていないが、CTCAE（有害事象共通用語規準）では1.8～2.5 mg/dLを採用している。

#### 高マグネシウム血症
| 高マグネシウム血症の診断基準 | 血清マグネシウム＞2.5 mg/dL（基準値は施設により異なる） |
| 症状                         | - 筋力低下、呼吸不全 - 徐脈 - 昏迷 |
| 主要な原因                   | - 排泄の低下： 腎不全 - 摂取量増加： 緩下剤、制酸剤、子癇予防薬など。特に腎不全を伴う場合 - その他、甲状腺機能低下症、アジソン病、リチウム、テオフィリン、糖尿病性ケトアシドーシスなど |

#### 低マグネシウム血症
| 低マグネシウム血症の診断基準 | 血清マグネシウム＜1.8 mg/dL（基準値は施設により異なる）。 |
| 症状                         | - テタニー - 頻脈 |
| 主要な原因                   | - 腎からの排泄亢進： 利尿剤、浸透圧利尿、甲状腺機能亢進症、原発性アルドステロン症 - 摂取不足： 低栄養 - 消化管からの喪失： 胃液喪失、潰瘍性大腸炎 - その他： 原発性副甲状腺機能亢進症、アルコール依存症 |

## 陰イオン（アニオン）の異常

### クロール（塩素）
クロール（塩素）は細胞外液の主要な陰イオンであり、細胞外液のイオンとしてはナトリウムに次いで多い。体内には、体重1kgあたり約35 mEq、重量にして体重の約0.15%が存在し、その70%は細胞外液、30%は細胞内に分布する。
クロールは、酸塩基平衡、細胞外液調節、赤血球で酸素と二酸化炭素を交換する際の
バッファー、胃での塩酸生成等、さまざまな機能がある。

#### 高クロール血症（高塩素血症）
| 高クロール血症の診断基準 | 血清クロール＞108 mEq/L                                                                         |
| 症状                     | 特異的なものなし（原因疾患による）。                                                            |
| 主要な原因               | - 高ナトリウム血症 - クロールの過剰投与 - 代謝性アシドーシス - 呼吸性アルカローシスの代償性変化 |

#### 低クロール血症（低塩素血症）
| 低クロール血症の診断基準 | 血清クロール＜101 mEq/L                                                                               |
| 症状                     | 特異的な症状はなく、原因疾患の症状。                                                                  |
| 主要な原因               | - 低ナトリウム血症 - クロールの喪失（胃、腎） - 代謝性アルカローシス - 呼吸性アシドーシスの代償性変化 |

### リン
リンは、カルシウムとともに骨の主要構成成分（リン酸カルシウム結晶、ハイドロキシアパタイト）であり、体内には450から850 gが存在し、その80%が骨・歯牙に含まれている。リンの15%は細胞内に存在し、細胞外液に存在するのは0.1%程度である。
リンは、細胞代謝（ATP、炭水化物、蛋白、脂質、核酸、など）、筋・神経・赤血球機能、骨・歯牙の形成など、生体に重要な機能を担っている。
血中のリンは7割が有機リン酸、3割が無機リン酸である。このうち、電解質として臨床検査で測定されるのは無機リン酸である。
血中の無機リン酸は、HPO42-とH2PO4-が、4:1の割合で存在し、1 mmolがほぼ1.8 ｍEq/Lに相当する。

#### 高リン血症（高無機リン血症）
| 高リン血症の診断基準 | 血清無機リン＞4.6 mg/dL |
| 症状                 | - ほとんどは無症状だが原因疾患による。低カルシウム血症を併発した場合はその症状がみられる。 - 慢性の高リン血症では、軟部組織の石灰化などがみられることがある。                                                              |
| 主要な原因           | - 腎からの排泄低下： 腎不全、副甲状腺機能低下症、成長ホルモン分泌亢進、悪性腫瘍 - 骨吸収の促進： 甲状腺機能亢進症 - 消化管からの吸収亢進： ビタミンD過剰、肉芽腫、リン含有薬剤 - 細胞内からの移行： 溶血、筋融解、化学療法 |

#### 低リン血症（低無機リン血症）
| 低リン血症の診断 | 血清無機リン＜2.7 mg/dLの状態である。 |
| 症状             | 食欲不振、筋力低下、めまい。 慢性化すると、骨変形、低身長、骨痛、筋力低下など骨の石灰化障害の症状。 |
| 主要な原因       | - 腎からの排泄亢進： 原発性副甲状腺機能亢進症、尿細管障害、ファンコーニ症候群、尿細管性アシドーシス、ビタミンD欠乏症、副甲状腺ホルモン関連ペプチド（PTHrP）産生腫瘍 - 摂取不足： リン欠乏症 - 腸からの吸収低下： 吸収不全、ビタミンD欠乏症、リン吸着剤 - 細胞内への移行： 呼吸性アルカローシス、インスリン作用 |

### 重炭酸
重炭酸イオン(HCO−
3)は血液中では、クロール（塩素イオン）に次いで多い陰イオン
であり、生体の酸塩基平衡の主要な緩衝機能をもち、血液のpHを7.4前後に維持している。
食物等から摂取される他の電解質とは異なり、人体内で生成されるのが特徴である。
重炭酸イオンは、生体内の代謝で生成された二酸化炭素から生成される。肺では、こ
の反応は逆向きに進み、生成された二酸化炭素が肺胞を経て体外に放出される。
{\displaystyle {\ce {CO2 + H2O -> H+ + HCO3-}}}
重炭酸も電解質であるが、重炭酸の異常は、電解質異常ではなく、酸塩基平衡異常の
一環として扱われることが多い。
| 酸塩基平衡異常       | pH                  | pCO2         | HCO3         |
| -------------------- | ------------------- | ------------ | ------------ |
| 代謝性アシドーシス   | 低下 (酸血症)       | 代償性に低下 | 一次性に低下 |
| 代謝性アルカローシス | 上昇 (アルカリ血症) | 代償性に上昇 | 一次性に上昇 |
| 呼吸性アシドーシス   | 低下 (酸血症)       | 一次性に上昇 | 代償性に上昇 |
| 呼吸性アルカローシス | 上昇 (アルカリ血症) | 一次性に低下 | 代償性に低下 |

#### 高重炭酸血症
動脈血漿重炭酸＞26 mEq/Lの
状態である。
| 高重炭酸血症の診断基準 | 血漿（動脈血）重炭酸＞26 mEq/L                                                   |
| 症状                   | 特異的なものなし、原因疾患による。                                               |
| 主要な原因             | 代謝性アルカローシス、慢性呼吸性アシドーシス（呼吸性アシドーシスへの代償性反応） |

#### 低重炭酸血症
| 低重炭酸血症の診断基準 | 血漿（動脈血）重炭酸＜22 mEq/L                                                     |
| 症状                   | 特異的なものなし、原因疾患による。                                                 |
| 主要な原因             | 代謝性アシドーシス、慢性呼吸性アルカローシス（呼吸性アルカローシスへの代償性反応） |